# Proces E-6

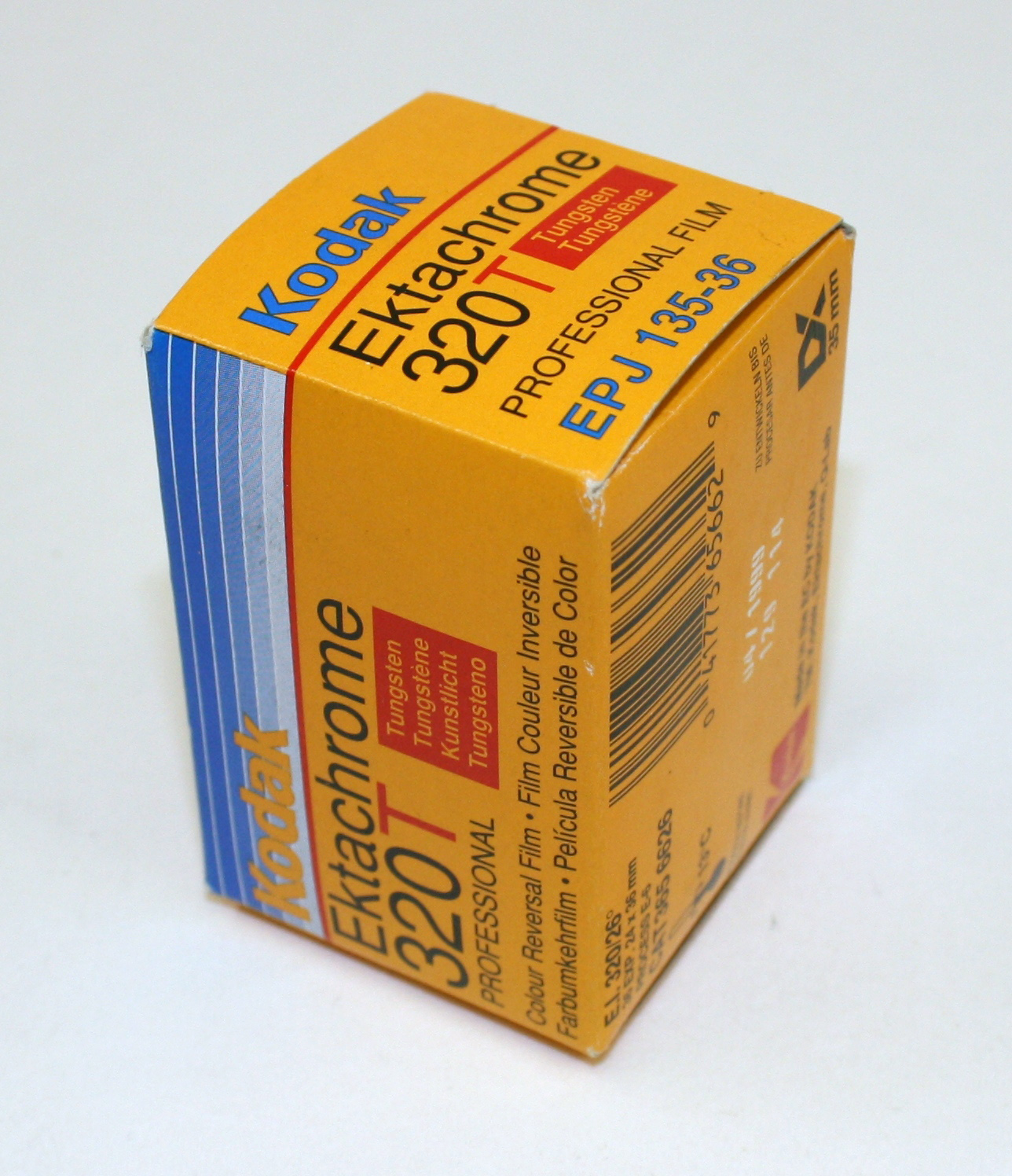
Profesionální barevný film Kodak Ektachrome 320T

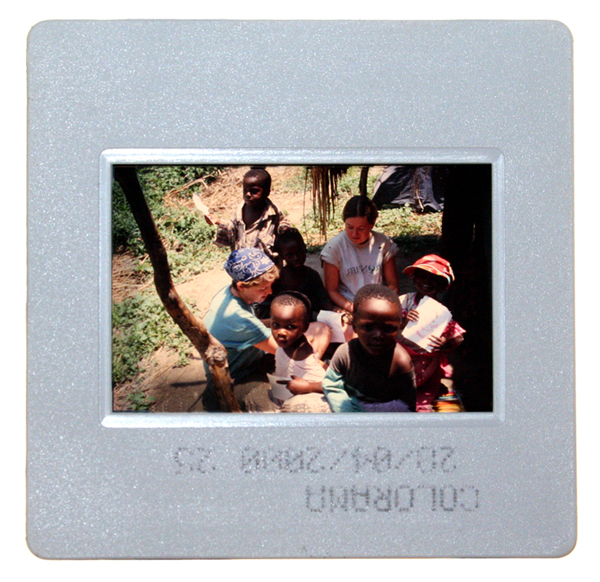
Barevný diapozitiv (inverzní film) v rámečku

Proces E-6 je rozšířený  fotografický proces, sloužící k vyvolání barevných inverzních filmů Ektachrome, Fujichrome a dalších značek. Proces se používá jak v komerčních fotolaboratořích, tak i v amatérských podmínkách. Je však velmi citlivý na použití přesné teploty první vyvolávací lázně a prvního praní.
Proces existuje v několika variantách s různým počtem lázní.
Proces E-6 nahradil předtím používané procesy E-1 až E-5, proti mimž by měl být šetrnější k přírodě díky méně toxickým chemikáliím. 